# Horváth Ede
Horváth Ede (Szombathely, 1924. szeptember 18. – Győr, 1998. szeptember 23.) magyar munkás, sztahanovista, vállalatvezető, politikus. Előbb a Győri Vagon- és Gépgyár esztergályosa, majd a sikeres Rába Magyar Vagon- és Gépgyár vezérigazgatója. „Vörös báró” néven emlegették. Róla kapták becenevüket a Rába legendás teherautói.

## Életpályája
Édesanyja sváb származású volt, így a németek kitelepítése során anyai családjának jelentős részét Németországba deportálták.[forrás?] Heten voltak testvérek.

### Győri vállalatoknál
Vasesztergályosként a Győri Vagon- és Gépgyárban volt tanonc, majd ott dolgozott szakmunkásként 1938-tól 1951-ig. Országos hírnevet a sztahanovista mozgalomban szerzett magának. 1948 és 1953 között a Szabad Nép című napilap munkaversennyel kapcsolatos cikkeiben 25 alkalommal szerepelt. A Győri Autógyár műszaki osztályvezetője lett 1951-ben. A Győri Szerszámgépgyár igazgatója volt 1952 és 1963 között. Ezután 1989-ig a Rába Magyar Vagon- és Gépgyár vezérigazgatója volt. Az ő vezetése alatt vált a vállalat Magyarország nemzetközi szinten is ismert, jelentős állami vállalatává.

### Politikusként
1953 és 1967 között országgyűlési képviselő volt Győr-Moson-Sopron megye képviseletében, mialatt az MSZMP Központi Bizottságának póttagja volt, 1957–1966 között. Háromévnyi kihagyás után, 1970-ben visszatért a politikába, ezúttal már mint az MSZMP KB rendes tagja, mely tisztséget egészen 1989 szeptemberéig megtartotta. Horváth Edének döntő szerepe volt a magyar–amerikai kapcsolatok fejlesztésében.

## Díjai
- Kossuth-díj 1950-ben, az indoklás szerint „a gyorsvágás terén sztahanovista módszerekkel elért kiemelkedő eredményeiért”[4]
- Munka Vörös Zászló Érdemrend 1953[4]
- Szocialista Munka Hőse 1953[4]
- Magyar Népköztársaság Érdemrendje 1953[4]
- Munka Érdemrend arany fokozata 1965, 1969, 1974[4]
- Szocialista Magyarországért Érdemrend 1978[4]
- A Magyar Népköztársaság Állami Díja 1980-ban, az indoklás szerint a „járműipari központi fejlesztési program megvalósításában végzett munkásságáért”.[4]
- Győr város 1986-ban díszpolgárává választotta.[5]